# Islandska krona
Islandska krona (islandsko króna, množina krónur, koda ISK) je valuta Islandije. Ime »krona« si deli z ostalimi zgodovinskimi članicami Skandinavske monetarne unije. Islandija je druga najmanjša država na svetu po številu prebivalcev (za Sejšeli), ki ima lastno valuto in denarno politiko.
Samostojna valuta je postala po neodvisnosti od Danske leta 1918, ko se je odcepila od danske krone. Od leta 1961 islandsko krono nadzira Osrednja banka Islandije. Leta 1981 je bila zaradi velike inflacije izvedena denominacija s tečajem 1 nova krona = 100 starih kron.
Stota enota krone je bila eyrir (množina aurar), ki pa se od leta 2003 ne uporablja več.